# 라스트 맨 온 어스
《라스트 맨 온 어스》(영어: The Last Man on Earth)는 2015년부터 2018년까지 방영된 시트콤이다. 시즌 1은 13개 에피소드로 2015년 3월 1일 ~ 2015년 5월 3일까지 방영되었고 시즌 2는 총 18개 에피소드로 2015년 9월 27일 ~ 2016년 4월 24일까지 방영했고 시즌 3는 시즌 2처럼 총 18개 에피소드로 2016년 9월 25일 ~ 2017년 5월 7일까지 방영했고 시즌 4는 시즌 2~3처럼 총 18개 에피소드로 2017년 10월 1일부터 2018년 5월 6일까지 방영했다.

## 캐스트
- 윌 포테 - 필립 탠디
- 크리스틴 셜 - 카롤 앤드류 필바시안
- 재뉴어리 존스 - 멜리사 샤르트르
- 멜 로드리게스 - 토드
- 클레오파트라 콜맨 - 에리카
- 메리 스틴버건 - 게일 클로스터먼